# Carl Stauber

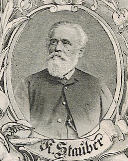
Carl Stauber

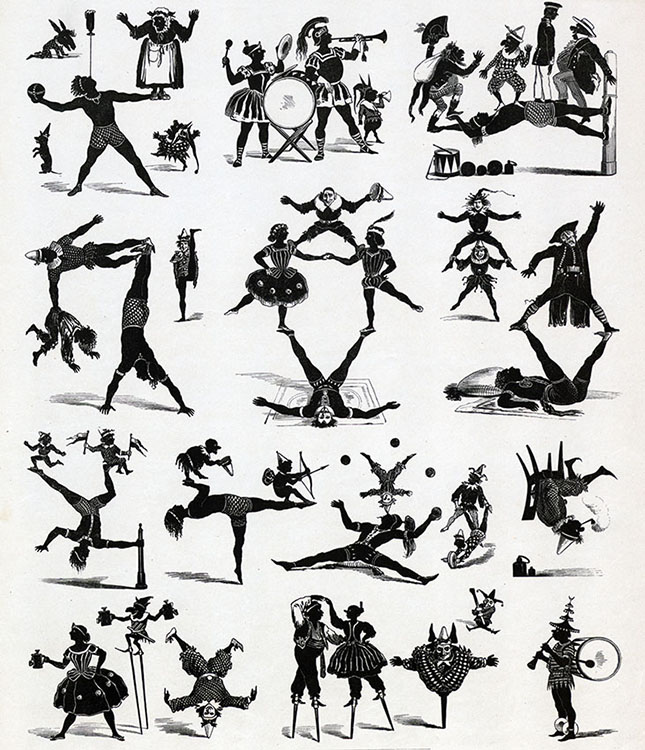
Jongleure und Akrobaten

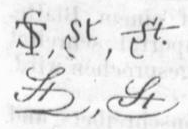
Monogramme von Carl Stauber

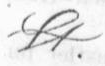
Weiteres Monogramm von Carl Stauber

Carl Stauber (* 3. November 1815 in Amberg; † 24. November 1902 in München) war ein deutscher Genremaler, Illustrator, Karikaturist, Radierer und Lithograf.

## Leben
Carl Stauber studierte Malerei seit dem 11. November 1835 an der Königlichen Akademie der Künste in München bei Peter von Cornelius, Heinrich Maria von Hess und Julius Schnorr von Carolsfeld. Nach dem Studium blieb er in München und war von 1844 bis 1893 Mitarbeiter der Fliegenden Blätter.
Carl Stauber schuf (zusammen mit Carl Hermann Schmolze) Illustrationen zu Hebels Schatzkästlein des rheinischen Hausfreundes, Stuttgart 1846 (Cotta), sowie Radierungen zu Georg Scherers Alte und Neue Kinderlieder.